# Světečtí z Černčic
Světečtí z Černčic (uváděni i jako Swieteczky z Czernczicz) byli stará česká vladycká rodina, zmiňovaná již v 15. století. Rodu patřily některé statky na Lounsku.

## Historie
Pravděpodobně první zmínka o rodu Světeckých se týká vsi Hřebečníky,[zdroj⁠?!] jejímž majitelem byl od roku 1457 Bohuslav Světecký z Černčic; ten ji pak prodal roku 1500 Jindřichu Týřovskému z Enzidlu. Později rod držel některé další statky, jako Pístné na Rakovnicku (již zaniklá ves a tvrz), Černčice u Loun (jako majitelé jsou Světečtí uváděni v 16. století; tato obec převzala do svého znaku motiv jejich erbu) a Bedřichův Světec u Mostu. Usedlost v obci Mšec koupil v roce 1703 Jan Jiří Světecký z Černčic († 1746).
V 18. století našli někteří členové rodu uplatnění ve službách schwarzenberského dominia; asi nejznámějším z nich byl Petr Kašpar Světecký (1708–1788), zeměměřič, kartograf a archivář v Třeboni.
Jedna větev rodu se usadila v Litoměřicích. Ve státních službách působil Ignác Pavel Světecký, který byl krajským představeným ve Vršci v Banátě (dnešní Srbsko). Jeho dcera Johanna se stala manželkou Josefa Jungmanna a jeho synům byl v roce 1839 potvrzen jejich šlechtický stav i erb.
Koncem 19. století ještě někteří z rodu Světeckých žili ve Vídni, pak pravděpodobně rod vymřel.

## Členové rodu
- Martin Světecký (1646–1701), litoměřický měšťan a malíř náboženských obrazů.[4]
- Jan Jiří Světecký († 1746), kamenický mistr ve službách knížete Schwarzenberga. S Kateřinou rozenou Jiráskovou, dcerou knížecího myslivce z Pochvalova, měl syny Josefa Jana, Petra Kašpara a Jana Václava.
- Josef Jan Světecký (* 1706), kreslíř a projektant.[3]
- Petr Kašpar Světecký (1708–1788), schwarzenberský úředník, zeměměřič a kartograf.[5] V roce 1725 vstoupil do služby k Schwarzenbergům, po roce 1734 prováděl zeměměřičské a kartografické práce na Třeboňsku, Českokrumlovsku a Vimpersku a v letech 1746–1753 pracoval ve Schwarzenberském archivu v Třeboni. Byl zastáncem českého jazyka, autorem historických, místopisných a genealogických prací a také několika spisů o mírách a vahách v Čechách.[6][7] Některé jeho práce se dochovaly jako rukopisy, např. spisek Arcana z roku 1754, který má 502 stran a popisuje tehdejší hospodářské a kulturní poměry.[8] Je uváděn jako první, kdo navrhl zaměření celého území státu (v roce 1777 předložil Marii Terezii návrh na zmapování Čech 96 zeměměřiči za 10 let).[9]
- Jan Václav Světecký (* 1720), rovněž úředník na schwarzenberských panstvích.[10]
- Ignác Světecký, uváděný jako autor díla Appendix disputabilium Supra Praescriptum Authorem Juenin De Gratia, Justificatione, et Merito, in Usum Theologorum Olomucensim ad Mentem Magnorum ecclesiae Doctorum D. Augustini, et D. Thomae Aquinatis, Doctrinam Theologicam Excipicutium (vydala Josefa Hirnleová v Olomouci v r. 1761).[11]
- Ignác Pavel Světecký (* 1733, syn Antonína Světeckého z Litoměřic)[12] se stal krajským představeným ve Vršci v Banátě. S manželkou Marií Annou roz. Bienerovou z Bienenberka (sňatek v roce 1770)[13] měl pět dětí: dcery Annu (* 1778; ta a také krajský komisař Anton Biener z Bienenberka byli v roce 1796 v litoměřickém kostele Všech svatých kmotry pozdějšího legendárního loupežníka Václava Babinského, jehož otec byl schwarzenberským poddaným a tehdy pracoval u Bienerů jako nádeník)[14] a Johannu (* 1780, později provdaná Jungmannová), a syny Ignáce, Antonína a Filipa. První a třetí syn zvolili vojenskou dráhu, druhý Antonín (* 1784) byl profesorem v Litoměřicích. Těmto bratřím byl majestátem v roce 1839 potvrzen jejich starožitný stav a erb.
- Johanna Jungmannová (1780–1855), rozená Světecká z Černčic, manželka Josefa Jungmanna a matka Josefa Josefoviče Jungmanna.

## Erb
Znak rodu tvoří modrý štít, ve kterém je červené břevno pošikem se třemi zlatými hvězdami. Z obou stran břevna proti sobě dva červené květy lilie.
V plastické podobě je tento erb umístěn na kostele sv. Petra v Lounech. Motiv erbu Světeckých je použit i ve znaku obce Černčice: ve stříbrném štítě modrý kůl se třemi zlatými hvězdami pod sebou. Z kůlu vyrůstá do stran červená lilie.